# Irene Bauer
Irene Bauer (* 20. März 1945; † 13. Juni 2016) war eine norwegische Regierungsbeamtin, Politikerin der sozialdemokratischen Arbeiderpartiet und Frauenrechtlerin. Von 1988 bis 1990 war sie Präsidentin der Norsk Kvinnesaksforening.

## Leben
Bauer wurde ursprünglich als Sekretärin ausgebildet und arbeitete von 1965 bis 1975 für die OECD in Paris, im norwegischen Außenministerium, im Königlichen Schloss und im Büro des Premierministers. In den 1970er Jahren studierte sie Politik- und Rechtswissenschaften und schloss 1977 ihr Studium (cand.mag.) ab.
Sie war von 1981 bis 1983 bei der Ombudsstelle für die Gleichstellung der Geschlechter und von 1983 bis 1988 im Verhandlungsbüro in der Ölabteilung des Ministeriums für Erdöl und Energie beschäftigt.
Sie war politisch in der Arbeiderpartiet aktiv und war in den 1980er Jahren politische Referentin (die dritthöchste Position in der Regierung nach Ministern und Staatssekretären) des Handels- und Industrieministers Finn Kristensen.
Nach ihrem Ausscheiden aus der Regierung wurde sie als Beamtin Direktorin im Umweltministerium. Von 1995 bis 1997 arbeitete sie im EFTA-Sekretariat in Brüssel. Im Umweltministerium leitete sie die Sektion für Umweltkooperation mit Industrieländern und arbeitete zuletzt an Polarangelegenheiten und in der nordischen Kooperation. Sie war von 1988 bis 1990 Präsidentin der Norsk Kvinnesaksforening.